# یورگ شربه
یورگ شربه (انگلیسی: Jörg Scherbe؛ زادهٔ ۱۹ اکتبر ۱۹۷۷) بازیکن فوتبال اهل آلمان است.
از باشگاه‌هایی که در آن بازی کرده‌است می‌توان به باشگاه فوتبال اوردینگن ۰۵ و باشگاه فوتبال انرژی کوتبوس اشاره کرد.